# Woodsia oblonga
Woodsia oblonga är en hällebräkenväxtart som beskrevs av Ren-Chang Ching och S.H.Wu. Woodsia oblonga ingår i släktet Woodsia och familjen Woodsiaceae. Inga underarter finns listade.